# Ville Itälä
Ville Heimo Antero Itälä, född 10 maj 1959 i Luumäki, är en finländsk politiker (Samlingspartiet). Han var Finlands inrikesminister i regeringen Lipponen II mellan 2000 och 2003 och Samlingspartiets partiledare mellan 2001 och 2004. Itälä var ledamot av Finlands riksdag mellan 1995 och 2004; sedan 2004 har han varit ledamot av Europaparlamentet. Ville Itälä var mellan 2012 och 2018 en del av Europeiska revisionsrätten. 2018 blev han generaldirektör för Europeiska byrån för bedrägeribekämpning (Olaf).
Itälä kritiserade 2011 regeringen Katainens linje gällande den ekonomiska krisen i Grekland. Han uttryckte oro för vad som kan hända om alla medlemsländer börjar kräva bilaterala avtal med skuldsatta länder.

## Utmärkelser
- Kommendörstecknet av Finlands Lejons orden,  6 december 2001[4]

[Redigera Wikidata]